# マンノウ・マウンテン・マッドネス
マンノウ・マウンテン・マッドネス　Manno Mountain Madness（通称MMM)は香川県まんのう町琴南で開催されるトレイルランニングレースの名称。

## 概要
2021年3月にプレ大会（0回大会）を開催後、同年11月に第一回大会を開催。以降毎年10月下旬〜11月初旬に開催されている。ハードな登りがありながらも、しっかり整備された走れるコースである。第一回大会のキャッチコピーは「四国最強のトレイルランニングレース」2024年から100mileのロングカテゴリーが開催されており、累積標高1万メートルを越えるコースは日本国内でも少なく2024年時点で四国内において最も厳しいトレイルランニングレースである。

## コース
コースは香川県と徳島県の県境に位置する阿讃山脈を走り、1周約25マイル(40km) 累積標高約2,800mを周回するスタイル。コースを1周回（40km）するショート、2周回（80km）するミドル、4周回（160km）するロングの3カテゴリーで行われる。スタートとゴールは同じことなみ未来館（旧琴南中学校）。

## 大会コンセプト
開催地である琴南は江戸時代中期から昭和時代中期まで借耕牛。という農耕文化があり、香川の農繁期に徳島県から農耕用に牛を借りていた。本レースのコースである阿讃山脈の峠を牛が越えて来ていた事に由来し、選手を牛に見立てモチーフとしたマークなどが採用されている。また借耕牛は農繁期が終わると、米などの穀類をお礼につけて返していたことから入賞者の商品は琴南産の米が送られるなど、参加者に地域の文化や風習などを知ってもらう工夫が随所に見られる。